# Jean Jules Henri Mordacq
Henri Mordacq, francoski general in vojaški strateg, * 1868, † 1943.
1. 1 2 3 4  mrliški list
2. ↑  data.bnf.fr: platforma za odprte podatke — 2011.
3. ↑  podatkovna baza Léonore — ministère de la Culture.
4. ↑  GeneaStar